# 平岡町 (加古川市)
平岡町（ひらおかちょう）は、兵庫県加古川市の地域である。
前身は加古郡平岡村（ひらおかむら）である。平岡村は1950年6月15日に加古川市が成立したことに伴い、地方自治体として消滅した。その村域は現在の加古川市平岡町に相当する。

## 概要
平岡町にある大字は、新在家・西谷・高畑・土山・つつじ野・二俣・山之上・中野・八反田・一色・一色東・一色西にあたる。
加古川市では、当地域中央の東加古川駅周辺地域を副都心として位置付けし、「文教・都市型商業アミューズメント拠点」として整備する。また、東加古川駅に設置が予定されていた貨物駅予定地は、阪神・淡路大震災の際に仮設住宅用地として利用され、現在宅地開発されている。
戦後、東加古川駅開業・宅地開発（神戸製鋼二俣社宅・川崎重工社宅の建設、鶴池タウン・城の宮団地・平岡団地）によって、急速に人口が増加した。加古川市が発足した当時、町内に小学校1校、中学校0.5校（中部中に野口・平岡町全域から通学）であったものが、現在（2016年）は町内に小学校4校、中学校2校にまで生徒数が増えたことからも読み取れる。
1988年（昭和63年）、南隣の別府町にイトーヨーカドーを核店舗とする商業施設のグリーンプラザべふ（現・アリオ加古川）ができ、以前からあった新在家のイオン加古川店（旧・ニチイ→サティ）も含め、平岡町周辺に大規模小売店が集積したことで、平成になってからも人口流入が続き、加古川町と肩を並べるまでに発展した。その影響で、平岡町内を南北に貫く県道383号八幡別府線は、加古川東ランプや新在家のイオン、明姫幹線や別府へ向かう道路は南北両方向ともラッシュ時を中心に慢性的な渋滞が発生する。
土山地区のみ、市外局番が神戸市などと同じ「078」となっている（加古川市の他の地区は「079」）。
安倍晋三も職場の関係で町内に居を構えていたことがある。

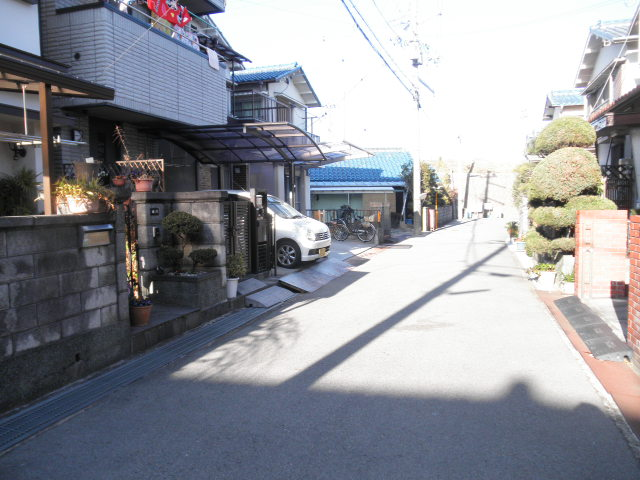
平岡町の住宅地 平岡町土山で撮影
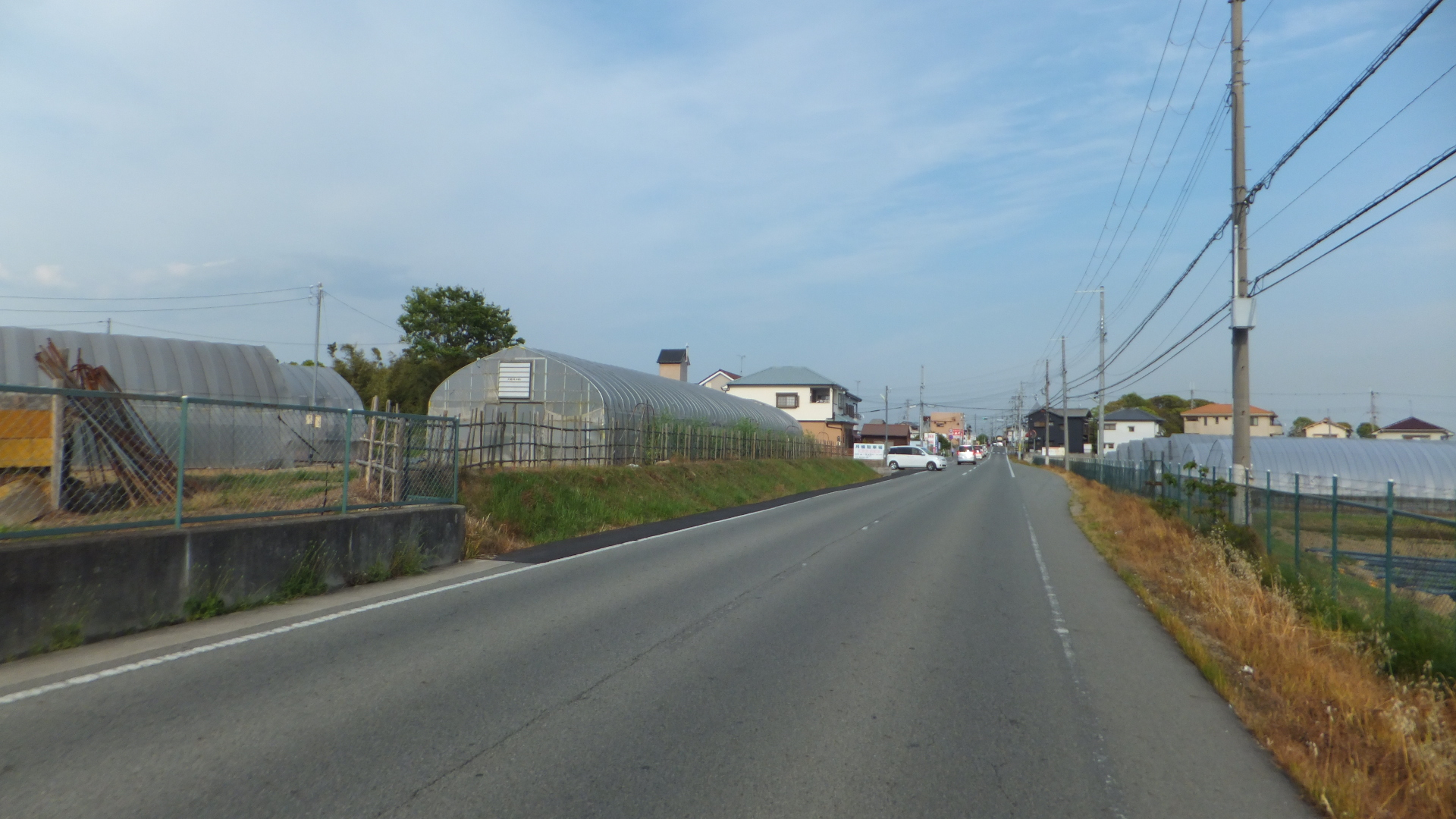
平岡町の農業地帯 平岡町新在家で撮影

## 歴史
- 1889年（明治22年）4月1日 - 町村制施行により新在家・一色・二俣・西谷・中野・山之上・高畑・土山・八反田が合併し、平岡村が発足[2]。
- 1950年（昭和25年）6月15日 - 神野村・加古川町・尾上村・野口村と合併し、加古川市が発足。加古川市平岡町となる[3]。
- 1961年（昭和36年）10月1日 - 東加古川駅開業。
- 1985年（昭和60年）
  - 10月 - 財団法人加古川総合保健センター認可[4]。
  - 11月3日 - 加古川総合文化センター図書館開設[5]。
  - 11月15日 - 一色西一丁目・二丁目を新設[6]。
- 1995年（平成7年）11月18日 - 一色東一丁目・二丁目・三丁目を新設[6]。
- 2004年（平成16年）4月20日 - つつじ野を新設[6]。
- 2014年（平成26年）12月24日 - 加古川総合保健センターが当地での最終業務を行う（加古川町への移転により）。

## 交通

### 鉄道
- JR神戸線東加古川駅

### バス
- 神姫バス

### 道路
- 国道2号
- 国道250号
- 兵庫県道381号野谷平岡線
- 兵庫県道382号本荘平岡線
- 兵庫県道383号八幡別府線

## 教育
- 幼稚園
  - 加古川市立平岡幼稚園
  - 加古川市立平岡北幼稚園
  - 加古川市立平岡東幼稚園
  - 兵庫大学附属加古川幼稚園
- 小学校
  - 加古川市立平岡小学校
  - 加古川市立平岡北小学校
  - 加古川市立平岡南小学校
  - 加古川市立平岡東小学校
- 中学校
  - 加古川市立平岡中学校
  - 加古川市立平岡南中学校
- 高等学校
  - 兵庫県立農業高等学校
- 短期大学
  - 兵庫大学短期大学部
- 大学
  - 兵庫大学
- かつて存在した教育機関
  - 兵庫農業短期大学
  - 兵庫青年師範学校 - 兵庫県立農学校（兵庫県立農業高校の前身）甲種別科として設立。のち、姫路市へ移転。
  - 私立別府中学校 - 大正9年（1920年）に加古郡平岡村に設立認可された私立学校[7]。人工肥料で財を成した別府村の多木粂次郎が設立したが、県の要請で寄付し、1922年より校舎を兵庫県立農業高等学校が使用[8]。

## 公共施設
- 加古川警察署
- 東加古川病院
- 加古川東郵便局
- 平岡郵便局
- 加古川北野郵便局
- 加古川北芳苑郵便局
- 加古川二俣郵便局
- 加古川北畑郵便局
- 加古川東市民病院
- 加古川総合文化センター
- 加古川市立図書館中央図書館

## 参考書籍
- 加古川市誌編集委員会『加古川市史 記述編』 3巻、加古川市〈近・現代編〉、2000年。
- 角川書店『角川日本地名大辞典』 28巻〈兵庫県〉、1988年。ISBN 978-4040012803。